# 이승화 (가수)
이승화(2000년 ~)는 대한민국의 가수다. 2020년 싱글 [SOMEBODY]로 데뷔했다. Ellick이라는 예명을 쓰기도 한다. 고등래퍼 2에 출연하기도 했다.

## 학력
- 광명경영회계고등학교 졸업

## 방송
- 고등래퍼 2 (2018) - Top16(13위)

## 음반
- SOMEBODY (2020)